# 白田千尋
白田 千尋（しらた ちひろ、1996年9月24日 - ）は、日本の女性声優。北海道出身。81プロデュース所属。

## 経歴
2017年、第11回81オーディション スタジオディーン賞受賞。81オーディションを受ける前は別の養成所に通っていた。
2022年9月、TVアニメ「マイホームヒーロー」で鳥栖零花役を務めることが発表された。

## 人物
方言は北海道弁。
趣味は雑貨屋めぐりと絵本を読むこと。
特技は周期表の暗唱、スキー、花の模写。

## 出演
太字はメインキャラクター

### テレビアニメ
2022年
- デュエル・マスターズ キングMAX（生徒C）

2023年
- 最強陰陽師の異世界転生記（メイドB）
- UniteUp!（ファン）
- マイホームヒーロー（鳥栖零花）
- 異世界はスマートフォンとともに。2（ベルエ）
- 青のオーケストラ（女子生徒、中学の同級生、生徒、オーケストラ部員、看護師）
- デュエル・マスターズ WIN 決闘学園編（2023年 - 2024年、女性A、女子生徒A、裏斬隠 カクシ・レシピ、女子生徒A、カレンの友達A 他）

2024年
- 女神のカフェテラス（女性客）
- VTuberなんだが配信切り忘れたら伝説になってた（社員）

2025年
- 紫雲寺家の子供たち（女子部員B）

### ゲーム
- 城姫クエスト（檜山城、古河城）
- モンスターストライク（2023年 - 2024年、ウォルーナ[20]、成尾うみ[21]）
- 原神（ロウリー、メンタ、ディータ、通行人C、叫ぶ子ども）

### オーディオドラマ
- バツイチアラサー女子と男子高校生（2022年、女子高生[22]）
- その初恋は甘すぎる〜恋愛処女には刺激が強い〜（2022年、千鶴[23]）

### オーディオブック
- 天網炎上カグツチ（2023年、小塚春菜 ほか[24]）
- ここでは猫の言葉で話せ（2023年 - 2024年、松風小花）- 2作品[一覧 1]
- 負けヒロインが多すぎる!（2023年、温水佳樹、志喜屋夢子 ほか）- 2作品[一覧 2]

### ボイスコミック
- いつわりの愛（理人の元カノ、女性社員1・3）
- 極カノ〜若頭の初恋は取扱注意（女性同僚、仲居）
- 三日月まおは♂♀を選べない（女子生徒G）

### インターネット番組
- 伊駒ゆりえ 白田千尋のドリームランド（2023年10月28日 -、ニコニコチャンネル）[28][29]
- わたしたちサバゲーはじめました（2024年5月26日 - 2024年7月21日、81PRODUCE OFFICIAL FAN CLUB ～声いっぱいをあなたに～[30][31]）
- 81プロデュースとコラボ企画!?美少女声優たちがエアガンに初挑戦！厚木那奈美・白田千尋・留冬藍名がシューティングに挑む！"わたしたちサバゲーはじめました#1.5"（2024年5月27日、YouTube[32]）

### ラジオ
- ラジオ  聴く百物語「サイレン」「順番」
- 水島裕のせたがやFunTime（６～８月アシスタントパーソナリティ）

### シリーズ一覧
1. ↑  ここでは猫の言葉で話せ（2023年9月20日）[25]、ここでは猫の言葉で話せ 2（2024年7月22日）[26]
2. ↑  負けヒロインが多すぎる！（2023年9月20日）[25]、負けヒロインが多すぎる！ 2（2023年10月20日）[27]